# Xã Bratton, Quận Adams, Ohio
Xã Bratton (tiếng Anh: Bratton Township) là một xã thuộc quận Adams, tiểu bang Ohio, Hoa Kỳ. Năm 2010, dân số của xã này là 1.461 người.